# Allium haneltii
Allium haneltii är en amaryllisväxtart som beskrevs av Furkat Orunbaevich Khassanov och Reinhard M. Fritsch. Allium haneltii ingår i släktet lökar, och familjen amaryllisväxter. Inga underarter finns listade i Catalogue of Life.